# Ash Grove
Ash Grove is een plaats (city) in de Amerikaanse staat Missouri, en valt bestuurlijk gezien onder Greene County.

## Demografie
Bij de volkstelling in 2000 werd het aantal inwoners vastgesteld op 1430.
In 2006 is het aantal inwoners door het United States Census Bureau geschat op 1492, een stijging van 62 (4,3%).

## Geografie
Volgens het United States Census Bureau beslaat de plaats een oppervlakte van
3,1 km², geheel bestaande uit land. Ash Grove ligt op ongeveer 319 m boven zeeniveau.

## Plaatsen in de nabije omgeving
De onderstaande figuur toont nabijgelegen plaatsen in een straal van 20 km rond Ash Grove.